# Nymphon vulsum
Nymphon vulsum is een zeespin uit de familie Nymphonidae. De soort behoort tot het geslacht Nymphon. Nymphon vulsum werd in 1986 voor het eerst wetenschappelijk beschreven door Stock. 